# ميشيل فرن
ميشيل فرن (بالفرنسية: Michel Verne)‏ (3 أغسطس 1861، الدائرة العاشرة في باريس في فرنسا - 5 مارس 1925، تولون في فرنسا)؛ كاتِب مُتخصِّص في أدب الأطفال، سيناريست، منتج أفلام، مخرج أفلام وروائي فرنسي.

## روابط خارجية
- ميشيل فرن على موقع IMDb (الإنجليزية)